# La barbería
La barbería es una película estadounidense del año 2002 perteneciente al género de comedia, dirigida por Tim Story, producida por Images State Street y distribuida por Metro-Goldwyn-Mayer, el 13 de septiembre de 2002. Protagonizada por Ice Cube, Cedric the Entertainer y Anthony Anderson. La película gira en torno a la vida social en una barbería en el lado sur de Chicago. La barbería también demostró ser un vehículo al estrellato de decisiones para actuar con los recién llegados Eve y Michael Ealy. Se trata de la primera de una serie de películas sobre la barbería.

## Argumento
En un invierno frío, Calvin Palmer, Jr. (Ice Cube) decide que él ha tenido suficiente con tratar de mantener abierta la barbería que su padre le entregó a él. Él no puede pedir prestado, sus ingresos están cayendo, y parece más interesado en planes para hacerse rico rápido y traer el dinero fácil. Sin decirle nada a sus empleados o a los clientes, vende la peluquería a un usurero codicioso, Lester Wallace (Keith David), que miente sobre su futuro al anunciar planes para convertirlo en un club de estriptis.
Después de pasar un día en el trabajo, y darse cuenta de cuán importante es la peluquería para la comunidad circundante, Calvin replantea su decisión y trata de re-obtener la barbería, sólo para descubrir que Wallace quiere el doble de los 20.000 que le pagó a Calvin para devolvérsela, y antes de las 19:00 de ese día. Justo después, admite a los empleados que el vendió la peluquería, y que esta estaría cerrando al final del día, la policía llega a detener a uno de los barberos, llamado Ricky (Michael Ealy). Se le acusa de conducir su camioneta en un mercado cercano para robar un cajero automático, pero los ladrones Billy y JD (Anthony Anderson), un primo de Ricky, se revelan ser en los ladrones que cometieron el crimen después de pedir prestado el camión de Ricky. Debido a que este es, potencialmente, para Ricky su 'tercer strike', podría ser condenado a cadena perpetua. Calvin utiliza los 20,000 dólares de Lester para rescatar a Ricky fuera de la cárcel, pero Ricky todavía está enojado, con JD le tendió una trampa.
Calvin revela que él encontró un arma en el armario de Ricky en la barbería y se la muestra a él. Detienen el coche y Ricky lanza la pistola en el río, lo que demuestra que no quiere meterse en más problemas. Luego ambos van a enfrentar a Lester. Lester, así como JD y su mejor amigo Billy (Lahmard Tate) (que todavía estaban tratando de extraer la ATM abierta y se lo llevaron a la casa de Lester sin su conocimiento) se enfrentan a Calvin y Ricky. Exigen a Lester devolver la barbería. Lester se enoja y ordena a su guardaespaldas Monk para sacar su arma. La policía llega justo a tiempo para salvar a Calvin y Ricky, pero JD y Billy son arrestados. Calvin y Ricky ven el cajero automático, y obtienen una recompensa de 50.000 dólares por devolverlo a la policía. Consiguen el dinero, y la barbería reabre como un mejor negocio que antes. Mientras tanto, la esposa de Calvin, Jennifer (Jazsmin Lewis), ha dado a luz a un bebé.

## Reparto
- Ice Cube como Calvin Palmer, Jr.
- Anthony Anderson como JD
- Cedric the Entertainer como Eddie
- Keith David como Lester Wallace
- Michael Ealy como Ricky Nash
- Sean Patrick Thomas como Jimmy James
- Eve como Terri Jones
- Troy Garity como Isaac Rosenberg
- Leonard Earl Howze como Dinka
- Jazsmin Lewis como Jennifer Palmer
- Lahmard Tate como Billy
- Tom Wright como el detective Williams
- Jason George como Kevin
- DeRay Davis como Raimundo
- Parvesh Cheena como Samir
- Carl Wright como inspector Fred
- Kevin Morrow como Monk
- Norm Van Lier como Sam
- Jalen Rose como él mismo
- Marcia Wright-Tillman como Mujer enojada que rompe coche con un bate

## Producción
Producida con un presupuesto de 12 millones de dólares, La barbería, con una historia de Mark Brown y un guion de Brown, Marshall Todd, y Don D. Scott, fue filmada en Chicago durante el invierno de 2001 a principios de 2002. Los realizadores utilizaron un edificio en el área de la comunidad South Chicago (calle 79 y la avenida de Cambio), que una vez fue una lavandería automática para construir todo el conjunto de la barbería de Calvin, y el conjunto se duplicó en un estudio de sonido. Similar a lo que logró con su película de 1997 Soul Food, el productor George Tillman Jr. quería retratar a los afroamericanos en una luz más positiva y en tres dimensiones que muchas otras películas de Hollywood habían mostrado en el pasado. Esta película también cuenta con tres canciones originales de R&B de la cantante/compositora Sherod Lindsey.

## Recepción
La película recibió críticas positivas. Rotten Tomatoes da a la película una calificación de "Certificado de Frescura" y una puntuación del 82% sobre la base de 124 comentarios, con el consenso crítico "Además de traer las risas, la barbería muestra un gran corazón y demuestra el valor de la comunidad ". Metacritic le da a la película una puntuación media ponderada de 66% sobre la base de opiniones de 29 críticos.

## Secuelas y spin-offs
En el año 2004, MGM lanzó la secuela, La barbería 2. Todos en el elenco original regresaron, pero el director Tim Story no. Esta película fue dirigida por Kevin Rodney Sullivan. En el mismo año, Billie Woodruff dirigió un spin-off de la película titulada salón de belleza, con Queen Latifah como la protagonista (el personaje de Latifah hizo su debut en La Barbería 2). Salón de belleza se retrasó en su liberación desde finales de verano de 2004, y los teatros finalmente la alcanzaron a emitir en febrero de 2005.
Durante el otoño de 2005, State Street y Ice Cube debutaron en La barbería: La serie, de la Showtime cable de red, con Omar Gooding haciéndose cargo del papel de Ice Cube como Calvin. El carácter de "Dinka" pasa a llamarse "Yinka" en la barbería: La serie, como "Dinka" no es un nombre típico de Nigeria (aunque cierta tribu en el cinturón central de Nigeria lleva el nombre "Dimka"). Además, el apellido de Isaac se cambia de "Rosenberg" a "Brice", y el personaje de Ricky ha sido reemplazado por un exconvicto más endurecido, Romadal.
En 2014, una tercera película de la barbería se anunció, titulado La barbería 3 (La barbería: El siguiente corte). A finales de marzo de ese año, los ejecutivos de MGM revelaron que han estado negociando acuerdos con Ice Cube para aparecer en la película. Un año más tarde, MGM anunció que el estudio estaba estableciendo acuerdos con Cedric the Entertainer, Queen Latifah, Lisa Maffia y Nicki Minaj para aparecer en la película. Malcolm D. Lee se anunció para dirigir y New Line Cinema se ocuparían de la distribución. La barbería 3 tiene una fecha de lanzamiento prevista para el 15 de abril de 2016.

## Banda sonora
Una banda sonora que contiene el hip hop y R&B fue lanzada el 27 de agosto de 2002 por Epic Records. Alcanzó el puesto #29 en el Billboard 200 y el #9 en el Top R&B/Hip-Hop Albums.